# Янковський Ростислав Іванович
Ростислав Іванович Янковський (5 лютого 1930, Одеса, Українська РСР, СРСР — 26 червня 2016, Мінськ, Білорусь) — білоруський актор. Народний артист СРСР (1978).
Народився в Одесі, брат О. І. Янковського.
Закінчив театральну студію в Ленінабаді (1951). Виступав на сценах російських драматичних театрів Ленінабада (1951 — 1957; Ленінабадський музично-драматичний театр ім. О. С. Пушкіна) та Мінська (з 1957 р.).

## Фільмографія
- 1968: Служили два товариші — полковник Васильчиков
- 1968: «Карантин»
- «Мир хатам, війна палацам» (1970, 2 с, Леонід П'ятаков)
- «Задача з трьома невідомими» (1979, Антон Бєлов)
- «Від Бугу до Вісли» (1980)
- «Вторгнення» (1980)
- «Прискорення» (1983, Кучмієнко)
- 1982: «Кафедра»
- 1983: «Останній засіб королів», т/ф
- 1984: «Канкан в Англійському парку» (Данило Робак)
- «Володя великий, Володя маленький» (1985, т/ф, Ягич)
- «Стрибок» (1985)
- «Людина з чорної «Волги»» (1990, заступник міністра)
- «У червні 1941 року» (2008, Войцех Бєльський)
- «Приятель небіжчика» (1997)
- «Три жінки і мужчина» (1998)